# Championnat de Finlande de football 1994
Navigation
Saison précédente Saison suivante
La saison 1994 du Championnat de Finlande de football est la 65e édition de la première division finlandaise à poule unique, la Veikkausliiga. Les quatorze meilleurs clubs du pays jouent les uns contre les autres à deux reprises durant la saison. À la fin de la saison, les deux derniers du classement sont relégués et remplacés par les deux meilleurs clubs d'Ykkonen, la deuxième division finlandaise.
C'est le club du TPV Tampere qui remporte le championnat cette saison, avec deux points d'avance sur le MyPa 47 Anjalankoski et neuf sur le HJK Helsinki. C'est le tout premier titre de champion de Finlande du TPV. Le tenant du titre, le FC Jazz Pori, ne prend que la 4e place à dix points du nouveau champion.

## Les 14 clubs participants
| - FC Ilves Tampere - RoPS Rovaniemi - MyPa 47 Anjalankoski - FinnPa Helsinki - FC Oulu - Promu de Ykkonen - Haka Valkeakoski - Jaro Pietarsaari | - HJK Helsinki - Kuusysi Lahti - FC Jazz Pori - TPS Turku - TPV Tampere - KuPS Kuopio - Promu de Ykkonen - MP Mikkeli |

## Compétition
Le barème de points servant à établir le classement se décompose ainsi :
- Victoire : 3 points
- Match nul : 1 point
- Défaite : 0 point.

### Classement
| Rang | Équipe               | Pts | J  | G  | N | P  | Bp | Bc | Diff |
| ---- | -------------------- | --- | -- | -- | - | -- | -- | -- | ---- |
| 1    | TPV Tampere          | 52  | 26 | 16 | 4 | 6  | 46 | 27 | +19  |
| 2    | MyPa 47 Anjalankoski | 50  | 26 | 15 | 5 | 6  | 49 | 21 | +28  |
| 3    | HJK Helsinki         | 43  | 26 | 12 | 7 | 7  | 40 | 29 | +11  |
| 4    | FC Jazz Pori T       | 42  | 26 | 13 | 3 | 10 | 49 | 36 | +13  |
| 5    | RoPS Rovaniemi       | 38  | 26 | 10 | 8 | 8  | 32 | 32 | 0    |
| 6    | FC Haka Valkeakoski  | 37  | 26 | 11 | 4 | 11 | 37 | 30 | +7   |
| 7    | Jaro Pietarsaari     | 37  | 26 | 10 | 7 | 9  | 35 | 39 | -4   |
| 8    | TPS Turku C          | 34  | 26 | 9  | 7 | 10 | 38 | 34 | +4   |
| 9    | Kuusysi Lahti        | 34  | 26 | 10 | 4 | 12 | 42 | 49 | -7   |
| 10   | FinnPa Helsinki      | 33  | 26 | 8  | 9 | 9  | 25 | 35 | -10  |
| 11   | MP Mikkeli           | 29  | 26 | 7  | 8 | 11 | 25 | 31 | -6   |
| 12   | FC Ilves Tampere     | 28  | 26 | 7  | 7 | 12 | 35 | 45 | -10  |
| 13   | FC Oulu P            | 27  | 26 | 6  | 9 | 11 | 32 | 42 | -10  |
| 14   | KuPS Kuopio P        | 20  | 26 | 6  | 2 | 18 | 24 | 59 | -35  |

|  | Qualification pour la Ligue des champions 1995-1996                                     |
|  | Qualification pour la Coupe des Coupes 1995-1996                                        |
|  | Qualification pour la Coupe UEFA 1995-1996                                              |
|  | Qualification pour la Coupe Intertoto 1995                                              |
|  | Relégation en Ykkonen                                                                   |
|  | T Tenant du titre P Club promu de deuxième division C Vainqueur de la Coupe de Finlande |

## Bilan de la saison
| Championnat de Finlande de football 1994   |                         |
| Champion                                   | TPV Tampere (1er titre) |
| Coupes et trophées                         |                         |
| Vainqueur de la Coupe de Finlande 1994     | TPS Turku               |
| Qualifications continentales               |                         |
| Ligue des champions 1995-1996 Premier tour | Aucun                   |
| Coupe des Coupes 1995-1996 Premier tour    | TPS Turku               |
| Coupe UEFA 1995-1996 Premier tour          | MyPa 47 Anjalankoski    |
| Coupe UEFA 1995-1996 Premier tour          | TPV Tampere             |
| Coupe Intertoto 1995                       | HJK Helsinki            |
| Promotions et relégations                  |                         |
| Promus en Veikkausliiga                    | Ponnistus Helsinki      |
| Promus en Veikkausliiga                    | VPS Vaasa               |
| Relégués en Ykkonen                        | FC Oulu                 |
| Relégués en Ykkonen                        | KuPS Kuopio             |